# Adolf Simon
Adolf Simon (Wenen, 1824 – Den Haag, 6 december 1898) was een Nederlands violist van Oostenrijkse komaf.
Hij was in Wenen leerling van Georg Hellmesberger sr. Op 25 maart 1839 gaf een viertal leerlingen van Hellmesberger een liefdadigheidsconcert voor het burgerziekenhuis (Bürgerspital) te Wenen. Bij de uitvoering van het Sinfonia concertante (Concert voor vier violen) van Ludwig Maurer was hij naast Josef Hellmesberger sr., Georg Hellmesberger jr. en een negenjarige en debuterende Joseph Joachim de vierde solist. Hij kwam daarna in de jaren veertig van de 19e eeuw naar Nederland. Hij gaf in 1844 als vioolvirtuoos een concert in Felix Meritis. Hij werd daarop violist van diverse orkesten in de hofstad: het orkest van de Franse Opera, het Toekomstorkest en het orkest van concertzaal Diligentia te Den Haag. Vooral zijn uitvoeringen van het Vioolconcert van Felix Mendelssohn Bartholdy op 28 januari 1847 in Felix Meritis (Andante en Allegro) en 3 februari 1847 in Diligentia (gehele concert) maakten indruk; het waren de eerste uitvoeringen van het werk in Nederland, aldus muziekblad Caecilia op 1 maart 1847.
Zijn nalatenschap ging voor 2/3 naar Maatschappij De Toekomst. Hij liet die maatschappij tevens een Maggini-viool uit 1600 na. Twee andere violen (beide in kist) belandden op een veiling.